# Keumuning Lhok
Keumuning Lhok is een bestuurslaag in het regentschap Aceh Timur van de provincie Atjeh, Indonesië. Keumuning Lhok telt 263 inwoners (volkstelling 2010).